# Lill-Gallaträsket
Lill-Gallaträsket är en sjö i Gällivare kommun i Lappland och ingår i Råneälvens huvudavrinningsområde.